# Recep İvedik (película)
Recep İvedik es una película de comedia turca de 2008 dirigida por Togan Gökbakar.
Recep İvedik se instala en un hotel caro de Antalya para recuperar el amor de su infancia. La película, que se estrenó a nivel nacional en Turquía el 22 de febrero de 2008, fue la película turca más taquillera de 2008. El personaje cómico titular de la película fue creado por Şahan Gökbakar para su programa de televisión de comedia turca Dikkat Şahan Çıkabilir, que se desarrolló de 2005 a 2006, y posteriormente ha aparecido en una serie de películas secuelas. La película se rodó en locaciones de Estambul y Antalya, Turquía.
La película se estrenó en 230 pantallas en Turquía el 22 de febrero de 2008 con un primer fin de semana bruto de $ 5,330,000.

## Reparto
| Actor//Actriz  | Personaje      |
| -------------- | -------------- |
| Şahan Gökbakar | Recep İvedik   |
| Fatma Toptaş   | Sibel          |
| Lemi Filozof   | Fazıl          |
| Hakan Bilgin   | Erim           |
| Vural Buldu    | Muhsin Başaran |
| İsmail Hakkı   | Mahmut         |
| Volkan Cal     | Murat          |